# Cerro Anexo
Cerro Anexo är ett berg i Argentina.   Det ligger i provinsen Chubut, i den sydvästra delen av landet, 1 400 km sydväst om huvudstaden Buenos Aires. Toppen på Cerro Anexo är 2 445 meter över havet, eller 376 meter över den omgivande terrängen. Bredden vid basen är 4,9 km.
Terrängen runt Cerro Anexo är huvudsakligen bergig. Trakten runt Cerro Anexo är nära nog obefolkad, med mindre än två invånare per kvadratkilometer.. Det finns inga samhällen i närheten. 
I omgivningarna runt Cerro Anexo växer i huvudsak blandskog.